# روز بد در بلوک
روز بد در بلوک (به انگلیسی: Bad Day on the Block) فیلمی محصول سال ۱۹۹۷ و به کارگردانی کریگ آر بکسلی است. در این فیلم بازیگرانی همچون چارلی شین، میر وینینگهم، دیوید اندروز، نواه فلیس، جان راتزنبرگر، کئون یونگ، دیوید هیولت و دیوید ساتکلیف ایفای نقش کرده‌اند.